# Египетски музей
Египетският музей (на арабски: المتحف المصري) в Кайро, столицата на Египет, е най-голямото в света хранилище на предмети на древноегипетското изкуство. Неговата колекция наброява около 120 хиляди експоната от всички исторически периоди на Древен Египет. Сградата на музея е разположена в центъра на града на площад Тахрир и е построена през 1900 г. в неокласически стил по проект на френския архитект Марсел Дюнон. Откриването на музея е през 1902 г. Свързаната с музея институция е „Висшият съвет по египетска античност“ (на английски: Supreme Council of Antiquities; на френски: Conseil suprême des Antiquités égyptiennes).

## Предистория
В 1835 г. египетското правителство организира „Служба за древностите на Египет“, в желанието си да сложи край на разграбването на площадките на археологическите разкопки и да спаси безценни находки. Скоро е събрана и първата колекция от шедьоври на древноегипетското изкуство. През 1858 г. египтологът Огюст Мариет основава музей в Булак, където е изложена и колекцията. След като през 1878 г. поради наводнение много от експонатите са повредени, а част от тях и откраднати, Мариет предлага да се построи голям музей. През 1880 г. по заповед на Исмаил паша експонатите са преместени и до завършването на строителството на музея се пазят в крило на неговия дворец в Гиза. През 2008 – 2009 е планирано музеят да бъде затворен, поради преместване в нова сграда. Новият музей се строи по-близо до пирамидите. Преместването се налага заради огромното количество експонати, които не се събират в старата сграда.

## Експонати
В числото на изложените експонати са:
- Украшения на царица Аахотеп, съпруга на фараона Таа II Секененра и майка на фараоните Камос и Яхмос I
- Мумиите на фараоните Таа II Секененра, Яхмос I, Аменхотеп I, Тутмос I, Тутмос II, Тутмос III, Сети I, Рамзес II, Рамзес III, Аменхотеп II, Тутмос IV, Аменхотеп III, Мернептах, Сети II, Рамзес IV, Рамзес V, Рамзес VI
- Мумии и саркофази на жреци на Амон
- Предмети от гробниците на Тутмос III, Тутмос IV, Аменхотеп III и Хоремхеб, а също и предмети от гробниците на Тутанкамон. В експозициите са представени 1700 предмети от общо повече от 3500. Един от главните експонати е посмъртната маска на Тутанкамон.
- Предмети от гробницата на царица Хетепхерес I, майка на Хеопс
- Предмети от периода на управление на Ехнатон, намерени в Амарна, където се намират развалините на Ахетатон
- Загадъчният „сахарски самолет“